# Gregor Townsend
Pour les articles homonymes, voir Townsend.
Pas d'image ? Cliquez ici

a Compétitions nationales et continentales officielles uniquement.

b Matchs officiels uniquement.
Dernière mise à jour le 12 août 2011.
Gregor Peter John Townsend, né le 26 avril 1973 à Édimbourg (Écosse), est un joueur de rugby à XV international écossais évoluant au poste de demi d'ouverture ou de trois-quarts centre. Reconverti au poste d'entraîneur, il est sélectionneur de l'Écosse depuis 2017.

## Biographie

### Carrière en club
Après avoir joué en Angleterre (Northampton), en France (Brive, Castres et Montpellier), en Écosse (The Borders) et dans le Super 12 (Sharks), Gregor Townsend retourne en Écosse comme joueur et entraîneur des Border Reivers qui jouent en Ligue Celtique et en Challenge européen.

### Carrière en équipe nationale
Gregor Townsend reçoit sa première cape internationale le 19 décembre 1992 contre l'équipe d'Italie et  dispute son premier match international contre l'Angleterre le 6 mars 1993.
Townsend joue son dernier test match le 8 novembre 2003 contre l'Australie.
Il a participé au Tournoi des Cinq Nations de 1993 à 2003.
Townsend a participé aux Coupes du monde 1999 (cinq matches joués, battu en quart de finale par la Nouvelle-Zélande) et 2003 (cinq matches joués, battu en quart de finale par l'Australie). Il a été deux fois capitaine de l'équipe d'Écosse en 1996.
Il a joué avec les Lions britanniques et irlandais en 1997 lors d'une tournée en Afrique du Sud.
En novembre 2004, il est sélectionné avec les Barbarians français pour jouer contre l'Australie au stade Jean-Bouin à Paris. Les Baa-Baas s'inclinent 15 points à 45.

### Entraîneur
Gregor Townsend est entraîneur de l'équipe des Glasgow Warriors de 2012 à 2017, équipe qu'il a conduit à deux demi-finales, une finale et un titre dans le championnat domestique, le Pro12. En août 2016, il est annoncé comme sélectionneur de l'équipe d'Écosse à partir de juin 2017, date de la fin de contrat de Vern Cotter.

#### Bilan en club
| Saison      | Club             | Division      | Poste              | Classement         | Coupe d'Europe     | Challenge européen |
| ----------- | ---------------- | ------------- | ------------------ | ------------------ | ------------------ | ------------------ |
| 2005 - 2006 | Border Reivers   | Celtic League | Entraîneur-joueur  | 9e                 | -                  | Éliminé en poule   |
| 2006 - 2007 | Border Reivers   | Celtic League | Entraîneur-joueur  | 11e                | Éliminé en poule   | -                  |
| 2012 - 2013 | Glasgow Warriors | Pro12         | Entraîneur en chef | Demi-finaliste     | Éliminé en poule   | -                  |
| 2013 - 2014 | Glasgow Warriors | Pro12         | Entraîneur en chef | Finaliste          | Éliminé en poule   | -                  |
| 2014 - 2015 | Glasgow Warriors | Pro12         | Entraîneur en chef | Vainqueur du Pro12 | Éliminé en poule   | -                  |
| 2015 - 2016 | Glasgow Warriors | Pro12         | Entraîneur en chef | Demi-finaliste     | Éliminé en poule   | -                  |
| 2016 - 2017 | Glasgow Warriors | Pro12         | Entraîneur en chef | 6e                 | Quart-de-finaliste | -                  |

#### Bilan en sélection
| Année | Sélection | Poste         | Classement World Rugby en fin d'année | Tournoi des Six Nations | Coupe du monde   |
| ----- | --------- | ------------- | ------------------------------------- | ----------------------- | ---------------- |
| 2017  | Écosse    | Sélectionneur | 5e                                    | Pas encore nommé        | -                |
| 2018  | Écosse    | Sélectionneur | 7e                                    | 3e                      | -                |
| 2019  | Écosse    | Sélectionneur | 9e                                    | 5e                      | 3e de la poule A |
| 2020  | Écosse    | Sélectionneur | 7e                                    | 4e                      | -                |
| 2021  | Écosse    | Sélectionneur | 7e                                    | 4e                      | -                |
| 2022  | Écosse    | Sélectionneur | 7e                                    | 4e                      | -                |
| 2023  | Écosse    | Sélectionneur | 6e                                    | 3e                      | 3e de la poule B |

## Palmarès

### Joueur
- 82 sélections (+ 4 matchs avec le XV d'Écosse non comptés)
- 164 points (17 essais, 8 transformations, 14 pénalités et 7 drops)
- Sélections par années : 1 en 1992, 1 en 1993, 6 en 1994, 6 en 1995, 8 en 1996, 6 en 1997,
9 en 1998, 10 en 1999, 10 en 2000, 5 en 2001, 8 en 2002 et 13 en 2003
- Tournois des Cinq Nations disputés : 1993, 1994, 1995, 1996, 1997, 1998, 1999, 2000, 2001, 2002 et 2003
- Vainqueur du tournoi des Cinq Nations en 1999
- Participation à deux Coupes du monde de rugby : en 1999 et en 2003.

### Entraîneur
- Vainqueur du Pro12 en 2014-2015
- Calcutta Cup (4) : 2018, 2021, 2022, 2023
- Trophée Auld Alliance (3) : 2018, 2020, 2021
- Doddie Weir Cup (2) : 2020, 2023